# Chronicle, Vol. 2
Chronicle, Vol. 2 è il sedicesimo album, nonché settima raccolta ufficiale, dei Creedence Clearwater Revival, pubblicato nel dicembre 1986 dalla Fantasy Records.

## Tracce
1. Walk on the Water – 4:36
2. Suzie Q (Part 2) – 3:48 (nell'edizione in CD, uscì il brano Cross-Tie Walker, perché nel volume 1 uscì la versione completa di Suzie Q)
3. Born on the Bayou – 5:13
4. Good Golly Miss Molly – 2:38
5. Tombstone Shadow – 3:41
6. Wrote a Song for Everyone – 4:55
7. Night Time Is the Right Time – 3:07
8. Cotton Fields – 2:53
9. It Came Out of the Sky – 2:58
10. Don't Look Now (It Ain't You or Me) – 2:08
11. The Midnight Special – 4:10
12. Before You Accuse Me – 3:24
13. My Baby Left Me – 2:17
14. Pagan Baby – 6:25
15. (Wish I Could) Hideaway – 3:53
16. It's Just a Thought – 3:45
17. Molina – 2:41
18. Born to Move – 5:39
19. Lookin' for a Reason – 3:25
20. Hello Mary Lou – 2:11

## Formazione
- John Fogerty - chitarra, voce
- Tom Fogerty - chitarra
- Doug Clifford - batteria
- Stu Cook - basso